# Ricardo Llopesa
Ricardo Llopesa (Masaya, Nicaragua, 13 de febrero de 1948 - Valencia, 27 de julio de 2018) fue un poeta y crítico literario nicaragüense.
Hijo de una costurera, Justa López, que tuvo también dos hijas: Chepita, costurera como ella, y Mayra, que estudió la carrera de magisterio, con el apoyo de estas, ya que la relación con su padre fue escasa y poco amable, viajó en 1965 a Madrid para estudiar medicina, pero desistió poco tiempo después de comenzar y se fue a París a aprender francés. Allí trabó amistad con el cónsul general de Nicaragua en Francia, Luis Felipe Ibarra, quien atrajo su atención hacia la poesía de Rubén Darío, y por cuya mediación se relacionó con algunos poetas latinoamericanos, entre ellos Pablo Neruda y Miguel Ángel Asturias, y descubrió su vocación literaria. En 1967, el cónsul le facilitó una beca para estudiar literatura en Grenoble, pero Llopesa no pudo resistir el clima frío y el carácter poco comunicativo de la gente, y a los pocos meses decidió volver a España. Por recomendación de Ibarra, se dirigió a Valencia, y en esta ciudad se aclimató enseguida, hasta tal punto que residió allí el resto de su vida. Comenzó a estudiar filosofía, poco después lo dejó para comenzar periodismo, y finalmente se matriculó en filología, pero nunca consiguió compaginar estas disciplinas con su inclinación por la vida bohemia. Se casó el 29 de septiembre de 1974 con Rosa Quilis, y tuvieron dos hijos, Mireya i Nacho. Aficionado a la gastronomía típica de su país, abrió en Valencia un restaurante nicaragüense, el único entonces en Europa de esa especialidad. Al mismo tiempo, escribía sus primeros cuentos y poemas, algunos de los cuales publicó en la revista Poesía Hispánica, e investigaba la literatura modernista; llegó a ser considerado como uno de los mejores especialistas en la obra de Rubén Darío, a la que dedicó varios estudios y ediciones y de la que dio a conocer textos inéditos. En 1984 fundó la revista literaria Ojuebuey, en 1993 el Instituto de Estudios Modernistas (IEM) y las ediciones de «La torre de papel», y a partir del año siguiente fue uno de los animadores habituales de la numerosa tertulia literaria que se reunía en la cervecería Madrid. Desde 1997 fue miembro correspondiente de la Academia Nicaragüense de la Lengua.

## Obras
Narrativa y poesia
- Vida breve. Valencia: IEM, 1994.
- Hospital provincial. Valencia: IEM, 1996.
- Homenajes. Valencia: IEM, 1996.
- Cancionero. Valencia: IEM, 1997.
- Murmullos. Valencia: IEM, 1999.
- Paraíso terrenal. Valencia: IEM, 2001.
- Oración fúnebre. Valencia: IEM, 2003.

Ensayos, estudios y antologías
- Nueve poetas contemporáneos de Nicaragua: antología. Valencia: Ojuebuey, 1991.
- Primera antologia: La torre de papel (1990-1995). Valencia: IEM, 1996.
- Rubén Darío en Nueva York. Valencia: IEM, 1997.
- Poetas valencianos del 90: antología y diccionario. Valencia: IEM, 2000.
- Modernidad y modernismo. Valencia: IEM, 2000.
- Lectura de Azul. Valencia: IEM, 2001.
- El ojo del sol: ensayo sobre literatura nicaragüense. Valencia: IEM, 2004.
- Iluminados y perversos. Valencia: IEM, 2007.
- Relaciones de Rubén Darío en Europa. Valencia: IEM, 2010.
- Manual del escritor de relatos breves. Valencia: IEM, 2015.
- Versos que cambiaron la poesía. Valencia: IEM, 2016.
- Poesía antimodernista. Valencia: IEM, 2016

Ediciones de obras de Rubén Darío
- Poesías inéditas, Madrid, Visor, 1988.
- Prosas profanas, Madrid, Espasa Calpe, 1998.
- El canto errante, Valencia: IEM, 2006.
- Azul…, Madrid: Universidad de Alcalá, 2008.
- Sonetos completos, Madrid: Visor, 2011.